# ウエハーマン
ウエハーマンとは、神羅万象チョコのマスコットキャラクターである。2005年に登場した。ウエハースチョコに顔（目と口）と手足、およびウエハース（Wafers）の頭文字であるWが額に付いている容姿をしている。

## 人物
神羅万象チョコの世界観を語る案内役である。あくまでマスコットキャラクターであるため、神羅万象チョコの登場人物ではなく、そのため、第一章から全てに通して、ストーリーには一切関わらない。
神羅万象について豊富な知識を持ち、公式サイトでは豆知識・用語・重要情報を担当する。カードでは登場人物がモンスター等の場合、カード裏に「ウエハーマンのつぶやき」で登場人物などの情報が記載されている。POP広告にもピンで登場することがある。また、メールマガジンはウエハーマンが書いていることになっている。
基本の喋り方は「～らしい」と伝聞形であるが、断定することもある。

## プロフィール
- 生年月日：2005年3月14日（神羅万象チョコ 第一章第1弾の発売日）
- 身長：95mm（神羅万象チョコのウエハースと同じサイズ）
- 体重：21.7g
- 家族構成：父･母・兄・妹
- 好きなもの：冷蔵庫で冷やした神羅万象チョコ
- 嫌いなもの：暑さ、雨（高温多湿はウエハースの品質保持上推奨されないため）
- 趣味
  - 読書
  - 神羅万象の研究
  - サッカー
- 口癖：「～らしいゾ！」
- 憧れの人：聖龍王サイガ